# ГЕС-ГАЕС Duge
ГЕС-ГАЕС Duge — гідроелектростанція на півдні Норвегії, за сім десятків кілометрів на схід від Ставангера. Знаходячись перед ГЕС Tjørhom, становить верхній ступінь каскаду на річці Сіра, яка тече у південному напрямку та впадає до Північного моря за вісім десятків кілометрів на південний схід від Ставангера.
У межах проекту Сіру в 1976—1983 роках перекрили греблею Свартеватн, виконаною як кам'яно-накидна споруда з моренним ядром висотою 129 метрів (третій показник в Норвегії після гребель для ГЕС Алта та ГЕС-ГАЕС Saurdal), яка потребувала 4,7 млн м3 матеріалу. Вона замінила зведену тут у 1923 році значно меншу бетонну споруду, котра мала висоту 37 метрів. Гребля утримує четверте за об'ємом водосховище країни, яке поглинуло цілий ряд природних озер (окрім Свартеватн це Svåhellervatn, Лоневатн, Store Aurevatn, Lille Aurevatn, Hyttevatn, Såtjønn, Ytre Storevatn) та вміщує 1398 млн м3. Цей показник досягається коливанням рівня поверхні між позначками 780 та 899 метрів НРМ (у випадку повені можливе перевищення останнього показника ще на один метр), при цьому в колишніх озерах, котрі послідовно розташовувались по руслу Сіри, мінімальне значення із зрозумілих причин збільшується по ходу руху до витоку — від 790 метрів НРМ у Svåhellervatn до 891 метра НРМ для Ytre Storevatn.
Зі сховища ресурс подається до спорудженого неподалік греблі підземного машинного залу, доступ до якого здійснюється по тунелю довжиною 1,4 км. Основне обладнання ГЕС Duge складають дві оборотні турбіни типу Френсіс потужністю по 100 МВт, які працюють при напорі у 240 метрів та забезпечують чисту середньорічну виробітку на рівні 248 млн кВт-год.
Відпрацьована вода по тунелю довжиною 12 км прямує до сховища Gravatn (ГЕС Tjørhom), з якого в разі потреби може закачуватись назад при роботі станції в режимі гідроакумуляції. На своєму шляху цей тунель спершу проходить під озером Grauthellervatnet на Сірі, а потім тричі під руслом самої річки.
Для зв'язку з енергосистемою напругу підіймають до 320 кВ.
Можливо також відзначити, що існує можливість скидання до Свартеватн надлишкового ресурсу з найбільшого норвезького водосховища Blasjoen, створеного північніше для ГЕС Saurdal.